# خرمال مستدق
خرمال مستدق (الاسم العلمي: Diospyros acuminata) هو نوع من النباتات يتبع جنس الخرمال من الفصيلة الأبنوسية.